# Воронежское хореографическое училище
Воро́нежское хореографи́ческое учи́лище — государственное профессиональное училище дневной формы обучения, готовящее артистов балета.

## История
История балетного образования в Воронеже восходит к концу 1920-х — началу 1930-х годов, когда в городе работали балетные школы под руководством Т. Л. Сапитон и В. С. Васге. В 1936 году на базе балетной школы была открыта балетная студия под руководством Вассы Васге и Клавдии Сахаровой. В 1938 году студия была преобразована в Воронежское областное хореографическое училище. Осенью 1939 года выпускники хореографического училища пополнили балетную труппу Воронежского театра музыкальной комедии. Во время Великой Отечественной войны училище прекратило работу. Попытка возродить его в 1945 году не увенчалась успехом.
Лишь в 1959 году открылось Воронежское хореографическое училище. Его основателем стал Михаил Степанович Чернышов — артист балета, балетмейстер, посвятивший жизнь русскому народному танцу, народный артист РСФСР. Училище разместилось в старинном здании на улице Коммунаров, дом 36, где находится и сейчас. Первый выпуск Воронежского хореографического училища состоялся в 1965 году, выпускники танцовщики пополнили труппу открывшегося в 1961 году Воронежского музыкального театра.
В Воронежском хореографическом училище существуют два отделения: классического танца (8-летнее обучение) и народного танца (5-летнее обучение).

## Художественные руководители
- 1959—1966 — Михаил Чернышов
- 1966—1967 — Анастасия Кокурина
- 1967—1977 — Иван Дорофеев
- 1977—1980 — Набиля Валитова
- 1980—1990 — Иван Дорофеев
- 1990—1992 — Ренат Ибатуллин
- 1992—2002 — Валентин Драгавцев
- 2002—2012 — Людмила Сычёва
- с 2012 — Татьяна Фролова

## Директора
- 1959—1966 — Николай Мусорин
- 1966—1977 — Владимир Солодовников
- 1977—1979 — Зинаида Вашкевич
- 1979—1990 — Владимир Солодовников
- 1990—2003 — Владимир Панкратов
- 2003—2009 — Александр Штейнер
- 2009—2012 — Ирина Гуртовая
- с 2012 — Алексей Черемухин

## Выпускники
За многолетнюю историю в Воронежском хореографическом училище было подготовлено более 1600 специалистов в области хореографического искусства. Выпускники училища полностью составляют балетную труппу Воронежского государственного театра оперы и балета и плясовую группу Воронежского академического русского народного хора, работают во многих городах России и за рубежом.
Одна из наиболее ярких выпускниц - всесоюзно известная артистка драматического театра и кино, заслуженная артистка России, лауреат премии имени Веры Холодной Галина Беляева .

## Спектакли училища
- 1964 — «Репка» на музыку Владимира Сокальского, балетмейстер Михаил Чернышов
- 1965 — «Вальпургиева ночь» из оперы «Фауст» Шарля Гуно, балетмейстер Константин Муллер
- 1967 — «Щелкунчик» Петра Чайковского, балетмейстер Константин Муллер
- 1969 — Гран па из балета «Пахита» Людвига Минкуса, хореография Мариуса Петипа, постановка И. А. Корнеевой
- 1970 — «Коппелия» Лео Делиба, балетмейстер Ксения Есаулова
- 1975 — «Шопениана» на музыку Фредерика Шопена, хореография Михаила Фокина, постановка С. Н. Сидорова
- 1979 — Картина «Тени» из балета «Баядерка» Людвига Минкуса, хореография Мариуса Петипа, постановка И. А. Корнеевой
- 1991 — «Коппелия» Лео Делиба, балетмейстеры Нинель Пидемская и Елена Быстрицкая